# هامبدن بارك (1873–1883)
كان هامبدن بارك ملعب لكرة القدم في كروس هيل، رينفروشاير (وهي الآن جزء من مدينة غلاسكو ). كان هذا الملعب هو الملعب الرئيسي لفريق كوينز بارك من 1873 حتى 1883، وكان أول ملعب من بين ثلاثة ملاعب تحمل نفس الاسم، كما استضاف أول نهائي لكأس اسكتلندا على الإطلاق عام 1874.

## تاريخه
تم بناء هامبدن بارك بين ملعب كوينز بارك الترفيهي (حيث كان النادي يلعب حتى ذلك الحين) وهامبدن تيراس، حيث أخذ اسمه من الطريق. أول ملعب مغلق مزود ببوابات دوارة في المملكة المتحدة تم افتتاحه في 25 أكتوبر 1873 لأول مباراة تنافسية على الإطلاق لنادي كوينز بارك، وهي مباراة في الدور الأول من كأس اسكتلندا ضد فريق دمبريك،  حيث فاز فريق كوينز بارك بنتيجة 7-0. استضافت الأرض لاحقًا نهائي كأس اسكتلندا الأول،  والذي شهد فوز كوينز بارك على كلايدسدال 2-0. تم استخدامه لاحقًا لاستضافة النهائيات في أعوام 1875، 1876 (الإعادة)، 1877 (الإعادة الثانية)، 1878، 1879 (النهائي والإعادة)، 1880 و 1883 (النهائي والإعادة).
استُخدم هامبدن لاستضافة العديد من مباريات اسكتلندا الدولية؛ استُخدم لأول مرة في 2 مارس 1878 للفوز على إنجلترا بنتيجة 7-2، ثم الفوز على ويلز بنتيجة 9-0 في 23 مارس. استضاف أربع مباريات أخرى، كان آخرها الفوز على ويلز بنتيجة 5-0 في 25 مارس 1882.
عام 1883 غادر النادي هامبدن بارك بسبب خطط سكة حديد كاليدونيان لبناء فرع كاثكارت عبر الموقع (تم أيضا إعادة توجيه طريق كاثكارت، الذي كان يمتد إلى الغرب من الأرض، بين شارع كوين ماري وطريق بروسبكثيل ليمتد بمحاذاة خطوط السكك الحديدية الجديدة)؛ انتقلوا بضع مئات من الأمتار شرقًا إلى أرض جديدة، أطلقوا عليها أيضًا اسم هامبدن بارك. ومع ذلك، لم تكن جاهزة حتى عام 1884، حتى ذلك الحين، أقيمت المباريات المنزلية في ملعب تيتوود للكريكيت المملوك لنادي كلايدسدال للكريكيت. عام 1903 انتقل كوينز بارك مرة أخرى إلى هامبدن بارك الحالي، مع الاستيلاء على هامبدن الثاني من قبل ثيرد لانارك وإعادة تسميته إلى كاثكين بارك.
يشغل موقع أول حديقة هامبدن الآن خطوط السكك الحديدية ونادي هامبدن للبولينج وحدائق كينغسلي. كان موقعها الدقيق غير مؤكد حتى عام 2017 عندما تم العثور على خريطة لخطط السكك الحديدية والتي أظهرت مسار الخط عبر الملعب. تم إجراء حفر أثري في الموقع في عام 2021 في محاولة لتحديد التصميم والهياكل بشكل أكثر اكتمالاً واكتشاف القطع الأثرية التاريخية..
عام 2019 رسم الفنان آشلي راوسون المقيم في غلاسكو جدارية على الجدار الخلفي للنادي، حول موضوع فوز اسكتلندا 5-1 على إنجلترا في مارس 1882، وتضمنت صور للاعبين تشارلز كامبل وأندرو واتسون.

## روابط خارجية
- مجموعة هامبدن، جمعية الحفاظ على التراث الثقافي